# Aérospatiale Alouette III
Aérospatiale SA.316/SA.319 Alouette III (фр. Жайворонок) — французький багатоцільовий вертоліт.
Розроблений фірмою Sud Aviation (надалі Aérospatiale, в даний час — Eurocopter France) на базі багатоцільового вертольота Alouette II. Перший зразок був випробуваний в 1959 році, надалі вертоліт випускався у декількох різних модифікаціях.
Вертоліт одногвинтової схеми, з кермовим гвинтом і триопорним шасі.
До 1984 року близько 1453 машини було продано у 92 країни світу. За ліцензією випускався:
- в Індії — під найменуванням «Четак» випускався компанією «Hindustan Aeronautics Ltd.» в Бангалорі[1] (200 машин);
- у Румунії — випускався фірмою «ICA-Brasov» під найменуванням IAR 316 у 1971-1987 роки (130 машин);
- у Швейцарії — компанією «F+W Emmen» (60 машин).

## Варіанти і модифікації
- SE 3160 — дослідний досерійний варіант 1959 року;
- SA 316A — перший серійний варіант 1960 року;
- SA 316B — модифікація з двигуном Turboméca Artouste IIIB;

- SA 316C — модифікація з двигуном Turbomeca Artouste IIID, випущена в невеликій кількості;

- SA 319B — модифікація з двигуном Turboméca Astazou XIV;
- SA.3164 Alouette-Canon — бойовий вертоліт 1964 року

## Бойове використання

### Індо-пакистанська війна 1971 року
В ході війни по небойовим причинам розбилося два вертольоти «Алуетт» III пакистанських союзників.

### Бунт у Португалії
11 березня 1975 року 28 португальських офіцерів підняли заколот проти уряду. В їх руках виявилося в тому числі 10 вертольотів «Алуетт-III». Після провальної спроби бунту, 15 офіцерів втекли на вертольотах в Іспанію.

### Війна в Південній Родезії
9 серпня 1979 року родезійський вертоліт «Алуетт» III, прямо над столицею Ботсвани, Габороне, вогнем 20 мм гармати збив ботсванский літак BN-2 Defender. Два пілоти загинули.
Всього в ході війни 7 родезийских і 1 південноафриканський вертоліт «Алуетт» III були збиті і ще один родезійський був пошкоджений. Втрати з технічних причин і помилок пілотів невідомі.

### Громадянська війна в Лівані
8 грудня 1978 року біля ліванського міста Джинуеха, в ході громадянської війни, був збитий «Алуетт» ВПС Лівану. На борту перебував посол Саудівської Аравії генерал-лейтенант Алі Шаєр. Всім вдалося врятуватися.

### Війна в Анголі
23 червня 1980 року, під час операції «Скептик», південноафриканський вертоліт «Алуетт» III був збитий з РПГ-7 над Анголою.
У 1986 році південноафриканським «Алуеттом» був збитий ангольський військово-транспортний вертоліт Мі-8.

### Ірано-іракська війна
29 листопада 1980 року іракський вертоліт SA.316B, спільно з ракетним катером «Оса», потопили іранський військовий корабель IRNS Paykan.
3 листопада 1982 року іракський вертоліт SA.316B був збитий іранським вертольотом «Сі Кобра».

### Індо-пакистанський конфлікт
31 жовтня 1995 року індійські війська з ПЗРК «Ігла» збили пакистанський вертоліт SA.316 «Лама». Весь екіпаж загинув.

## Льотно-технічні характеристики
Джерело: Jane's All The World's Aircraft 1976-77 
Основні характеристики
- Екіпаж: 1
- Вантажопідйомність: 750 кг
- Довжина: 12,84 м
- Висота: 3,0 м
- Діаметр несучого гвинта: 11,02 м

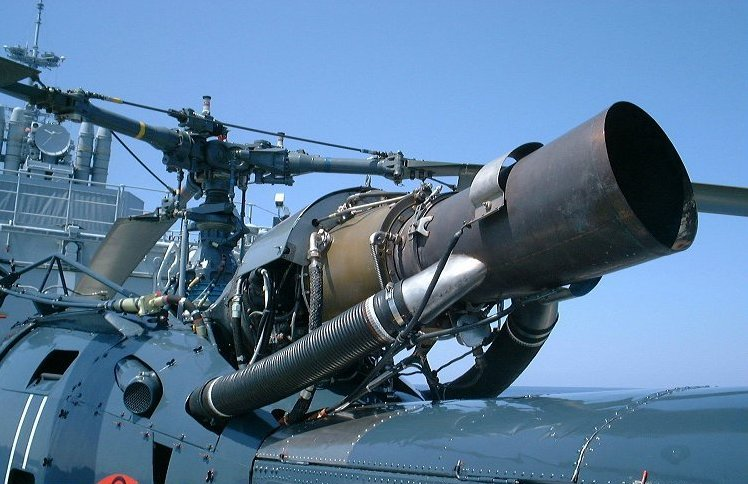
Двигун Alouette III зблизька

- Діаметр кермового гвинта: 1,91 м

- Площа обертання несучого гвинта: 95,38 м²
- Колія шасі: 2,6 м
- Маса порожнього: 1122 кг
- Нормальна злітна маса: 2200 кг
- Корисне навантаження: * Об'єм паливних баків: 575 л
- Силова установка: 1 × турбовальний Turbomeca Artouste IIIB  870 кс ( 649 кВт)

Льотні характеристики
- Крейсерська швидкість: 185 км/год
- Практична дальність: 540 км
- Швидкопідйомність: 4,33 м/с

Озброєння
- Стрілецько-гарматне: (опціонально)

  - 1×20 мм гармата MG151/20 з 480 набоями або
  - 1×7,62 мм кулемет AA-52 з 1000 набоями
- Керовані ракети: 4×AS.11 або 2×AS.12
- Некеровані ракети: 4×ПУ Thomson-Brandt 68-22 з 22×68 мм або 68-32 з 32×68 мм або 68-12 с 12×68 мм НАР
- Торпеди: 2×протичовнові Mk.44/46

Наведені характеристики відповідають модифікації SA 316B.